# Ligne de tramway de Valenciennes à Lourches
 (mars 2022).
La ligne de Valenciennes à Lourches est une ligne de l'ancien tramway de Valenciennes.

## Histoire
16 décembre 1884 : inauguration.
20 décembre 1884 : mise en service en traction vapeur entre Valenciennes Marché aux herbes et Denain Liberté ; section Valenciennes Marché aux herbe - Anzin Croix commune avec les lignes Valenciennes - Saint-Amand et Valenciennes - Vieux-Condé.
3 avril 1901 : décret autorisant le prolongement de Denain à Lourches.
18 mars 1902 : prolongement de Denain Liberté à Lourches.
2 avril 1914 : l'autorisation de circuler en traction électrique est délivrée sur la ligne de Denain.
2 mai 1923 : décret autorisant la création d'une ligne sur l'avenue Villars entre la porte Ferrand et la place Dampierre.
27 avril 1923 :  mise en service du tronçon Denain -Lourches en traction électrique, dernière électrification du réseau.
1925 : mise en service du tronçon entre la porte Ferrand et la place Dampierre et déviation de la ligne par cet itinéraire,.
19 avril 1965 : suppression, remplacement par une ligne d'autobus sous l'indice 6.